# Hans Cromberger
Hans Cromberger (auch Juan, Johann; † September 1540) gründete die erste Druckerei in Amerika.
Sein Vater war Jakob Cromberger († 1528), Drucker in Sevilla.
Er erhielt eine Exklusiv-Lizenz zum Drucken und Vertrieb von Büchern in der Stadt.
Mit dem ersten Bischof Mexikos Juan de Zumárraga und dem ersten Vize-König von Neu-Spanien, Antonio de Mendoza, handelte er einen Vertrag für zehn Jahre Exklusivität in Druck und Import von Büchern in Amerika aus. Er sandte seine Angestellten, Giovanni Paoli (span. Juan Pablos) aus Italien mit einer Druckerpresse, Papier, gotische Lettern und Material zur Herstellung von Tinte nach Mexiko, der dort im April 1540 die Drucker-Werkstatt Casa de Juan Cromberger eröffnete.